# Söll
Soell (německy Söll) je obec rakouské spolkové země Tyrolsko. Toto lyžařské a turistické středisko s 3.500 obyvateli a ubytovací kapacitou pro 4.000 návštěvníků leží v nadmořské výšce 703 m.

## Poloha
Söll leží v údolí řeky Sölllandl (nikoliv řeky Leukental, která se nachází východněji u St. Johann), která tvoří hranici mezi severními vápencovými Alpami (Kalkalpen) a břidlicovými horami Kitzbühelských Alp. Pro obec jsou charakteristické rozptýlené osady a vesnice. Obec se nachází na severním okraji ploché průsmykové plošiny, která se svažuje k jihu do Brixentalu (Brixentaler Ache) a k severu do Sölllandlu (Weißache).
Obec leží mezi Hohe Salve na jihovýchodě, Wilder Kaiser na severovýchodě a Pölvenstock na západě.

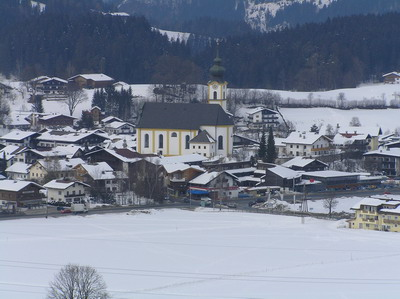
Soell - centrum

## Historie
Osada Söll vznikla již v roce 600 n. l. Staré farmy s přídomkem "-ing" dokládají stáří obce. Statky (Nieder-)Straß ("Strazz") v söllském okrese Pirchmoos jsou poprvé zmiňovány v listině z let 1153-1156 v souvislosti s klášterem Herrenchiemsee, první doložená zmínka o obci se však objevuje až v roce 1217, kdy bylo založeno biskupství Chiemsee. Tehdy se jmenovalo "Sel", v roce 1480 "Seel" a od roku 1615 "Söll". Název "Sel" zde pravděpodobně pochází ze středohornoněmeckého slova "selida", což znamená ubytovna, místo nebo dům.
V roce 1342 obdržela tyrolská princezna Markéta Maultaschová jako "Morgegabe" dvory Kufstein, Rattenberg a Kitzbühel. Kněžna pravděpodobně občas pobývala v Söllu na lovu, jak naznačují stavební postupy a různé dokumenty o Juffingu na Paisslbergu.
V roce 1504 se Söll definitivně stal součástí Tyrolska. Vesnice, která byla v té době zemědělskou obcí, byla díky špatně vybudovaným dopravním cestám z velké části ušetřena válek, ale v roce 1809 zde došlo ke střetům během tyrolského boje za svobodu. Podrobnější informace poskytuje pamětní deska u památníku hrdinů v Schnapfwaldu. Až do roku 1814 patřil Söll pod bavorskou správu, poté byl na základě Vídeňského kongresu připojen k Tyrolsku.
Ke konci druhé světové války se situace pro obec Söll stala opět nebezpečnou. Generálplukovník Georg Ritter von Hengl nařídil zastavit postupující americkou armádu v Söllu. Obyvatelé se vydali do kopců, když byla ve vesnici zřízena poslední obranná linie. Když bitva konečně vypukla, bylo zničeno několik amerických tanků. Nakonec byl vydán rozkaz k zastavení palby a Söll tak unikl velké katastrofě. Dne 7. května 1945 se Ritter von Hengl vzdal v hostinci Gasthof Post.
Od roku 1950 se do obce přesunul cestovní ruch. Již v roce 1953 zde trávilo letní dovolenou 250 hostů. V roce 1959 byla založena společnost Lift AG a na Hohe Salve byl postaven první vlek. Když byl v pozdějších letech založen turistický spolek, přijíždělo sem každoročně stále více návštěvníků a cestovní ruch zaznamenal velký rozmach.